# پیراناوبری

سفر کاوشگری ماژلان نخستین پیراناوبری ثبت‌شده به دور زمین بود.

پیراناوبری (انگلیسی: Circumnavigation) به ناوبری کامل پیرامون کل یک جزیره، قاره یا یک اجرام آسمانی (مانند یک سیاره یا یک قمر) گفته می‌شود. این مقاله بر پیراناوبری و دور زدن پیرامون زمین تمرکز دارد.
سفر کاوشگری ماژلان-الکانو نخستین پیراناوبری زمین و گشتن کامل به دور آن بود. این سفر کاوشگری در سال ۱۵۱۹ از سنلوکار د برامدا در اسپانیا آغاز شد و پس از دریانوردی و عبور از اقیانوس اطلس، اقیانوس آرام و اقیانوس هند و بازگشت در سال ۱۵۲۲ پایان یافت. با ظهور هوانوردی تجاری در اواخر قرن بیستم، پیراناوبری زمین نیز ساده شده‌است و معمولاً به جای سال‌ها، چند روز طول می‌کشد. امروزه چالش پیراناوبری و دور زدن زمین به سمت استقامت انسانی و تکنولوژیکی، سرعت و روش‌های کمتر متعارف تغییر کرده‌است.